# Eusceletaula immodica
Eusceletaula immodica är en fjärilsart som beskrevs av Edward Meyrick 1936. Eusceletaula immodica ingår i släktet Eusceletaula och familjen säckspinnare. Inga underarter finns listade i Catalogue of Life.